# Specchio (Ariete)
| Recensione | Giudizio |
| ---------- | -------- |
| Rockol     | 7/10     |
| Ondarock   | 6.5/10   |

Specchio è il primo album in studio della cantante italiana Ariete, pubblicato il 25 febbraio 2022.
L'album è stato inserito al diciassettesimo posto nella lista dei migliori album italiani dell'anno secondo Rolling Stone Italia.

## Tracce
Testi di Arianna Del Giaccio, musiche di Arianna Del Giaccio e Daniele Razzicchia, eccetto dove indicato.
1. Giornate noiose – 2:36 (musica: Marco De Cesaris, Daniele Razzicchia)
2. Club – 2:49 (musica: Luca Antonio Barker, Valerio Bulla)
3. Cicatrici (feat. Madame) – 2:53 (testo: Arianna Del Giaccio, Francesca Calearo)
4. L – 2:39
5. Castelli di lenzuola – 3:04 (musica: Michele Zocca)
6. Specchio (interludio) – 1:31 (musica: Arianna Del Giaccio)
7. Avviso – 3:03
8. Quella di prima – 2:37
9. Fragili (feat. Franco126) – 3:17 (testo: Arianna Del Giaccio, Federico Bertollini – musica: Daniele Razzicchia)
10. Spifferi – 3:26 (musica: Arianna Del Giaccio)
11. Iride – 3:35

## Classifiche

### Classifiche settimanali
| Classifica (2022) | Posizione massima |
| ----------------- | ----------------- |
| Italia            | 4                 |

### Classifiche di fine anno
| Classifica (2022) | Posizione |
| ----------------- | --------- |
| Italia            | 45        |